# Pratt & Whitney Rocketdyne

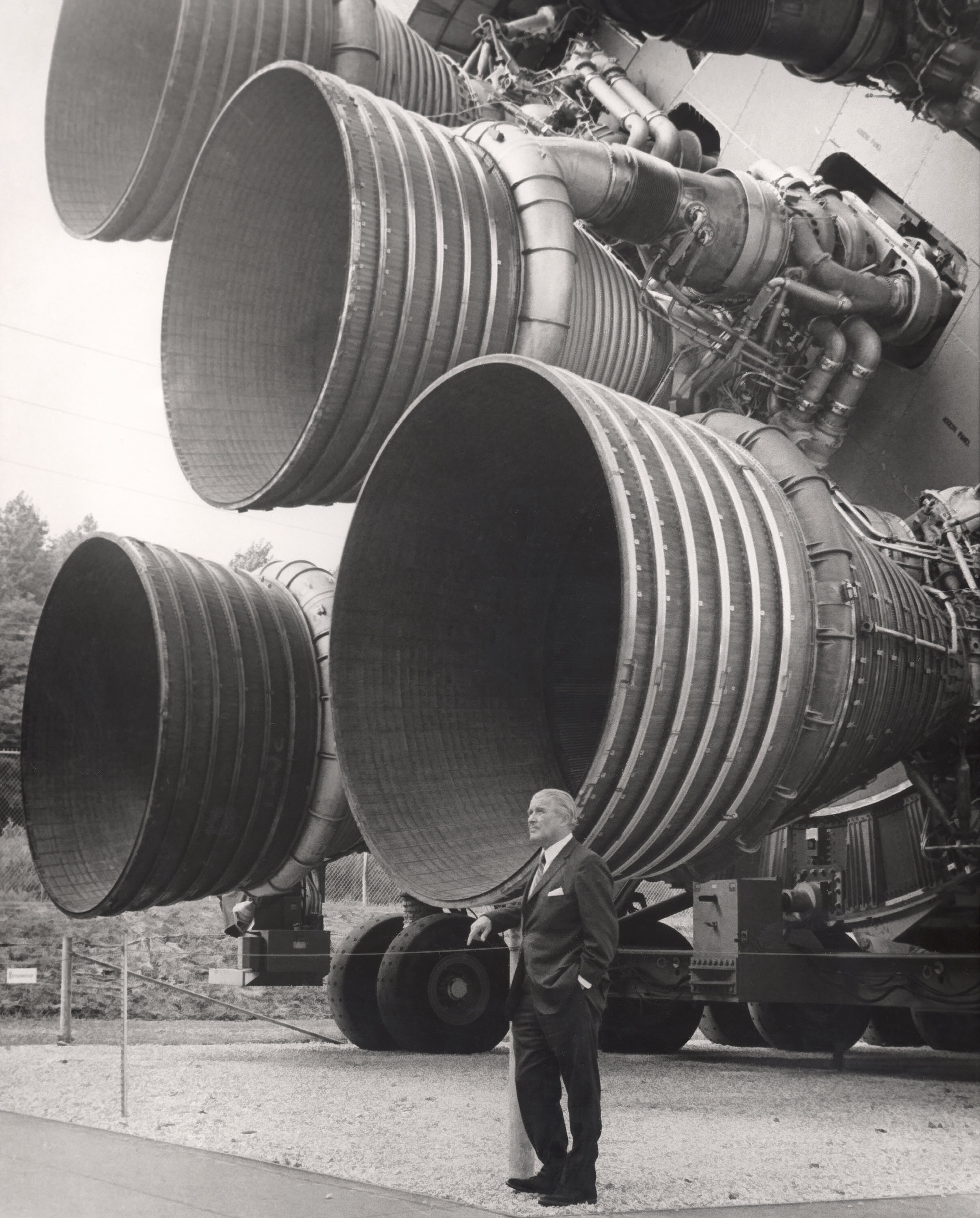
Wernher von Braun posant devant cinq moteurs F-1.

Pratt & Whitney Rocketdyne était une ancienne entreprise américaine de conception et de fabrication de moteur-fusée à ergols liquides. Rocketdyne a été liée à la société North American Aviation la plus grande partie de son histoire, puis a appartenu à Boeing jusqu'en 2005, où elle fut revendue à la compagnie United Technologies Corporation, maison-mère de Pratt & Whitney. Son siège était situé à Canoga Park en Californie. La société Pratt & Whitney Rocketdyne a été vendue en 2013 par Pratt & Whitney à GenCorp et fusionnée avec le motoriste Aerojet également filiale de GenCorp pour former la société Aerojet Rocketdyne. 

## Activité
Rocketdyne est notamment connue comme fournisseur de la NASA. Elle a conçu et construit les moteurs de la fusée Saturn V (les F-1 et le J-2) qui ont joué un rôle important dans la réussite du programme Apollo ainsi que les Space Shuttle Main Engines (les moteurs principaux de la navette spatiale).
Rocketdyne était le leader mondial des moteurs-fusées à propergols liquides mais en 2011 doit faire face en particulier à la fin du programme de la Navette spatiale américaine. En juillet 2012, United Technologies Corporation revend Rocketdyne pour 550 millions de dollars à GenCorp, dont la filiale Aerojet est un autre acteur américain majeur des moteurs-fusées, à propergols liquides mais surtout à propergols solides. Leur seul concurrent américain est Alliant Techsystems, dans les propergols solides.  
En 2012, Rocketdyne assurait la propulsion des lanceurs du programme EELV de l'Armée de l'Air américaine (Delta IV et Atlas V) et participe au programme de vol spatial habité de la NASA. Rocketdyne s'est également diversifiée dans les techniques de production d'énergie (solaire ou au gaz).

## Anciens employés connus
- Bill Kaysing